# Alsóhámor (Hodrushámor)
Alsóhámor (szlovákul: Dolné Hámre, németül: Unter-Hammer)  Hodrushámor településrésze, 1971-ig önálló község Szlovákiában, a Besztercebányai kerületben, a Zsarnócai járásban.

## Fekvése
Selmecbányától 12 km-re nyugatra, Zsarnócától 2 km-re keletre fekszik. Egyike a Hodrushámort alkotó három kataszteri területnek, területe 12,4597 km².

## Története
Alsóhámor területén már a bronzkorban éltek emberek, ezt bizonyítják az itt megtalált bronzkori eszközök, melyek a lausitzi kultúrához kapcsolhatók.
A falu első említése 1391-ből származik, a közeli Revistye várának tartozék faluja volt. Ekkor már 13 portája állt, mintegy 110 lakossal. Lakói, mint azt neve is mutatja a közeli bányákból származó ércek feldolgozásával, megmunkálásával foglalkoztak. 1663-ban a török rajtaütött a településen és feldúlta azt. 1664-ben a zsarnócai csatában az újabb török támadás kudarcot vallott és ezután már nem veszélyeztette tovább a falut. 1713-ban felépült a falu fatemploma, melyet Szent Erzsébet tiszteletére szenteltek és csaknem száz évig szolgált istentiszteletek céljára.
1744-ben Klucska Kristóf a Szűzanya tiszteletére fakápolnát épített, melyet 1788-ban kőtemplommá építettek át. 1894-ben a régi fatemplom helyén épült fel a település mai temploma. A település gyors fejlődését a bányászati tevékenység fellendülésének köszönhette. 1752-ben egy gazdag holland nemes, Jan Joseph Geramb települt Selmecbányára és a század végén megalapította a Geramb bányászati egyesülést. A társaság később az ország legnagyobb bányászati vállalkozásává nőtte ki magát. A 19. század közepén már 1400 dolgozója volt. A 19. század végén és a 20. század elején a Sandrik gyár felépülése jelentett sokat a községnek. A gyárat 1895–96-ban építették és ezüst, valamint fémfeldolgozással, használati tárgyak és ezüstékszerek, dísztárgyak készítésével foglalkozott.
Vályi András szerint "Alsó Hámor. Tót falu Bars Várm. földes Ura a’ K. Kamara, lakosai katolikusok, fekszik Királyhegyhez 1 2/4 mértföldnyire, határja néhol soványas a’ nagy hegyek miatt, fája mind a’ két féle elég van."
Fényes Elek szerint "Hámor (Alsó), tót falu, Bars vmegyében, Zsarnóczához 4/2 mfd., erdős hegyek közt: 584 kath. lak. F. u. a kamara. Ut. p. Selmecz."
A trianoni békeszerződésig Bars vármegye Garamszentkereszti járásához tartozott.
Hivatalos szlovák neve 1920-1948 között Dolné Hámry volt.

## Népessége
1910-ben 1475, többségben szlovák anyanyelvű lakosa volt.
2001-ben Hodrushámor 2344 lakosából 2189 szlovák volt.

## Nevezetességei
- Szent Erzsébet tiszteletére szentelt római katolikus temploma 1894-ben épült.